# Santiago de Figueiró
Santiago de Figueiró é uma localidade portuguesa do Município de Amarante que foi sede da extinta Freguesia de Santiago de Figueiró, freguesia que tinha 3,85 km² de área e 2 458 habitantes (2011), e, por isso, uma densidade populacional de 638,4 hab/km².
A Freguesia de Santiago de Figueiró foi extinta em 2013, no âmbito de uma reforma administrativa nacional, tendo sido agregada à freguesia de Santa Cristina de Figueiró, para formar uma nova freguesia denominada União das Freguesias de Figueiró (Santiago e Santa Cristina) com sede em Santiago.
Descendentes de emigrantes de Santiago de Figueiró são encontrados no Brasil, especialmente em São Paulo e no Rio de Janeiro, desde o século XIX. Em período mais recente, até mesmo familiares dessa emigração mais antiga deslocaram-se para La Rochelle, na França, a trabalho. Diferente da emigração para o Brasil, que foi definitiva, para a França a emigração foi temporária. No cemitério de Figueiró há diversas lápides escritas em francês, enviadas por amigos franceses, colegas de trabalho, dos falecidos.
Uma narrativa da história de uma família do Lugar das Infestas, emigrada para o Brasil em 1912, encontra-se no primeiro capítulo do livro de José de Souza Martins, Uma Arqueologia da Memória Social (Ateliê Editorial, São Paulo, 2011), em que o autor narra a saga de sua primeira visita a Santiago de Figueiró e a descoberta de suas raízes na localidade..

## População
| População da freguesia de Figueiró (Santiago) | População da freguesia de Figueiró (Santiago) | População da freguesia de Figueiró (Santiago) | População da freguesia de Figueiró (Santiago) | População da freguesia de Figueiró (Santiago) | População da freguesia de Figueiró (Santiago) | População da freguesia de Figueiró (Santiago) | População da freguesia de Figueiró (Santiago) | População da freguesia de Figueiró (Santiago) | População da freguesia de Figueiró (Santiago) | População da freguesia de Figueiró (Santiago) | População da freguesia de Figueiró (Santiago) | População da freguesia de Figueiró (Santiago) | População da freguesia de Figueiró (Santiago) | População da freguesia de Figueiró (Santiago) |
| --------------------------------------------- | --------------------------------------------- | --------------------------------------------- | --------------------------------------------- | --------------------------------------------- | --------------------------------------------- | --------------------------------------------- | --------------------------------------------- | --------------------------------------------- | --------------------------------------------- | --------------------------------------------- | --------------------------------------------- | --------------------------------------------- | --------------------------------------------- | --------------------------------------------- |
| 1864                                          | 1878                                          | 1890                                          | 1900                                          | 1911                                          | 1920                                          | 1930                                          | 1940                                          | 1950                                          | 1960                                          | 1970                                          | 1981                                          | 1991                                          | 2001                                          | 2011                                          |
| 1 372                                         | 1 469                                         | 1 566                                         | 1 566                                         | 1 712                                         | 1 641                                         | 1 794                                         | 2 059                                         | 2 379                                         | 2 527                                         | 2 512                                         | 2 629                                         | 2 856                                         | 2 986                                         | 2 458                                         |

| Distribuição da População por Grupos Etários | Distribuição da População por Grupos Etários | Distribuição da População por Grupos Etários | Distribuição da População por Grupos Etários | Distribuição da População por Grupos Etários | Distribuição da População por Grupos Etários | Distribuição da População por Grupos Etários | Distribuição da População por Grupos Etários | Distribuição da População por Grupos Etários | Distribuição da População por Grupos Etários |
| -------------------------------------------- | -------------------------------------------- | -------------------------------------------- | -------------------------------------------- | -------------------------------------------- | -------------------------------------------- | -------------------------------------------- | -------------------------------------------- | -------------------------------------------- | -------------------------------------------- |
| Ano                                          | 0-14 Anos                                    | 15-24 Anos                                   | 25-64 Anos                                   | > 65 Anos                                    |                                              | 0-14 Anos                                    | 15-24 Anos                                   | 25-64 Anos                                   | > 65 Anos                                    |
| 2001                                         | 592                                          | 466                                          | 1 552                                        | 376                                          |                                              | 19,8%                                        | 15,6%                                        | 52,0%                                        | 12,6%                                        |
| 2011                                         | 374                                          | 320                                          | 1 378                                        | 386                                          |                                              | 15,2%                                        | 13,0%                                        | 56,1%                                        | 15,7%                                        |